# Erupción subglacial

Erupción subglacial: 1 nube de vapor de agua, 2 lago, 3 hielo, 4 nieves de lava y ceniza, 5 estratos, 6 lava acojinada, 7 conducto de magma, 8 cámara de magma, 9 dike

Una erupción subglacial es una erupción de un volcán cubierto de hielo que provoca la interacción del magma con el hielo y la nieve, lo que lleva a la formación de agua de deshielo, de  jökulhlaups y de lahares. Las inundaciones asociadas con el agua de deshielo son un peligro significativo en algunas áreas volcánicas, como Islandia, Alaska y partes de los Andes. Los jökulhlaups, inundaciones  glaciales repentinas, se han identificado como el peligro volcánico más frecuente en Islandia, con grandes eventos en los que las descargas pueden alcanzar picos de 10 000−100 000 m³/s cuando hay grandes erupciones bajo los glaciares.
Es importante explorar las interacciones entre los volcanes y el hielo para mejorar la capacidad de monitorear efectivamente estos eventos y realizar las evaluaciones de los peligros. Esto es particularmente relevante dado que las erupciones subglaciales han demostrado recientemente su capacidad de causar un impacto generalizado, como ocurrió con la nube de cenizas asociada con la erupción del Eyjafjallajökull de 2010 en Islandia que alteró significativamente el tráfico aéreo en Europa.

## Ejemplos

### Erupción de isla Deception (Antártida, 1969)
Dado que las erupciones subglaciales ocurren en regiones a menudo escasamente pobladas, no han sido comúnmente observadas o monitoreadas; así, los tiempos y las secuencias de los eventos asociados con una erupción de este tipo están poco restringidos. La investigación de la erupción de la isla Decepción de 1969 mostró que el impacto de una erupción subglacial no estaba limitado únicamente por el grosor del glaciar, sino que la propia estructura y la densificación del hielo prevolcánico también jugaban un papel. En este evento, a pesar de que el glaciar era delgado, se observó un gran jökulhlaup ya que el glaciar estaba compuesto en gran parte de hielo impermeable (no fracturado) con una repentina inundación supraglacial una vez que la cavidad hubo alcanzado su capacidad. La inundación resultante dañó severamente los edificios de la isla, con la destrucción completa de una estación científica británica.

### Erupción Gjalp (Islandia, 1996)
Durante un período de 13 días,  3 km² de hielo se derritieron por el contacto con el magma erupcionado fracturándose en vidrio para formar una cresta de hialoclastita de 7 km de largo y 300 m de altura bajo 750 m El agua del deshielo  fluyó a lo largo de un estrecho lecho glaciar basal hacia un lago subglacial durante cinco semanas, antes de ser liberada como una inundación repentina, o jökulhlaup. Aunque se ha propuesto que el vulcanismo subglacial pudiera desempeñar un papel en la dinámica de las corrientes de hielo de la Antártida Occidental al suministrar agua a su base, en la erupción de Gjalp en Islandia no se observó un deslizamiento basal rápido a escala regional, con la formación de calderos de hielo sobre fisuras eruptivas debido a la eliminación repentina de masa en la base.
Las investigaciones mostraron que para los glaciares de base cálida, los efectos de las erupciones volcánicas subglaciales son locales, con erupciones que forman depresiones profundas y causan jökulhlaups. Para que haya cambios significativos en la extensión y la forma de una capa de hielo, se requeriría un extenso vulcanismo subglacial que lograse derretir una fracción considerable del volumen total de hielo en un corto período de tiempo.

### Erupción Eyjafjallajökull (Islandia, 2010)

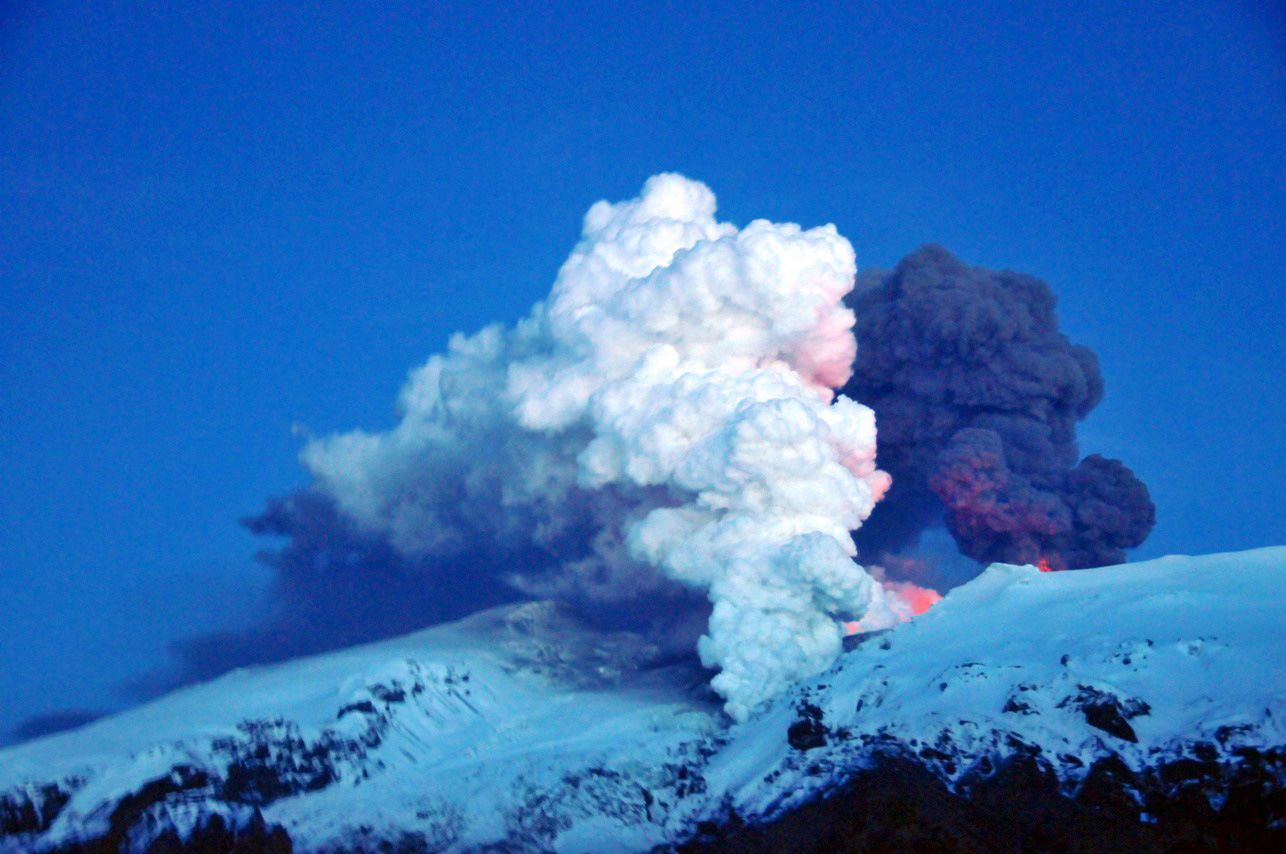
Erupción subglacial de Eyjafjallajökull (2010)

En los primeros dos días de la erupción, se formaron calderos de hielo sobre los respiraderos volcánicos. Las imágenes de radar revelaron el desarrollo de estos calderos en una cubierta de hielo de 200 m de espesor en la caldera de la cima. También se pudieron usar para documentar el paso del agua de deshielo subglacial y supraglacial lejos del sitio de la erupción. Las investigaciones mostraron que la erupción rompió la superficie del hielo cuatro horas después del inicio de la erupción inicial, mientras que la liberación de agua de deshielo se caracterizó por la acumulación y el drenaje posterior, siendo drenado la mayor parte del material volcánico en los calderos de hielo en inundaciones hiperconcentradas.